# The Later Years
The Later Years è una raccolta del gruppo musicale inglese Pink Floyd pubblicata il 29 novembre 2019 dalla Parlophone e dalla Pink Floyd Records. La raccolta ha anticipato l'uscita del box set The Later Years 1987-2019 pubblicato il 13 dicembre 2019.

## Descrizione
Il disco è la versione ridotta del box set The Later Years 1987-2019 e comprende vari brani live e brani di remix estratti dagli album A Momentary Lapse of Reason, The Division Bell e il live Delicate Sound of Thunder rimasterizzati nel 2019. I brani presenti nella raccolta sono stati registrati nel periodo 1987-2019.

## Tracce
1. Shine On You Crazy Diamond parts 1-5 (Live at Knebworth 1990) - 11:16
2. Marooned Jam (The Division Bell Sessions) - 3:19
3. One Slip (2019 Remix) - 5:09
4. Lost for Words (Pulse Tour Rehearsal 1994) - 5:34
5. Us and Them (Delicate Sound of Thunder 2019 Remix) - 7:39
6. Comfortably Numb (Live at Knebworth 1990) - 7:43
7. Sorrow (2019 Remix) - 8:46
8. Learning to Fly (Delicate Sound of Thunder 2019 Remix) - 5:19
9. High Hopes (Early Version) (The Division Bell Sessions) - 6:55
10. On The Turning Away (2019 Remix) - 5:40
11. Wish You Were Here (Live at Knebworth 1990) - 4:43
12. Run Like Hell (Delicate Sound of Thunder 2019 Remix) - 7:43